# Drooghoutboorder

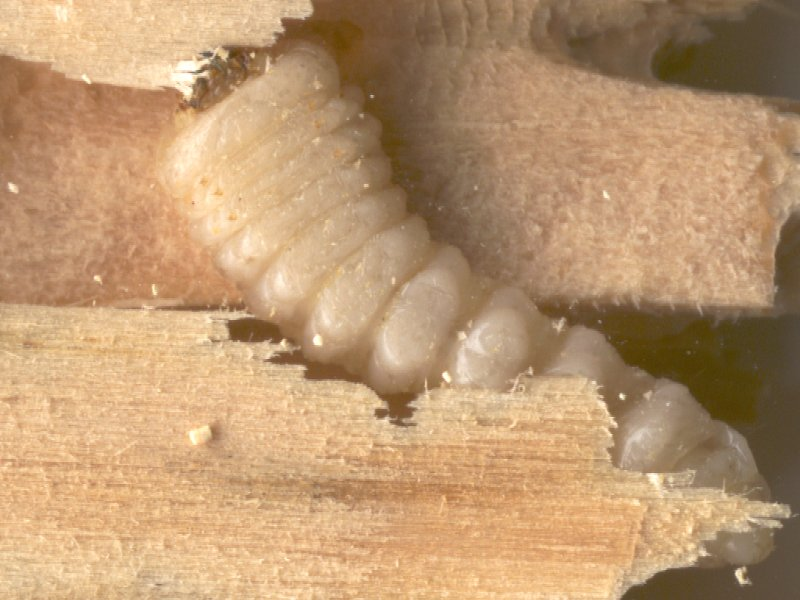
Larve van de huisboktor

Drooghoutboorder is een verzamelnaam voor kevers waarvan de larven droog hout aanvreten. Deze larven zijn schadelijk voor oude gebouwen waar (onbehandeld) hout in verwerkt is. Er zijn ook soorten die meer vochtig hout aantasten, en zich in drogere omstandigheden moeilijk of niet kunnen handhaven. Deze soorten worden nathoutboorders genoemd en worden in de regel veel groter en kunnen meer dan 10 jaar als larve in het hout leven. Tot de nathoutboorders horen de meeste in hout levende larven van boktorren en alle houtwespen. 
Deze kevers zijn:
- gewone houtwormkever (Anobium punctatum)
- bonte knaagkever (Xestobium rufovillosum)
- een aantal soorten boktorren, zoals de huisboktor (Hylotrupes bajulus)

De larven van sommige soorten kunnen jarenlang in het hout verblijven. 